# Georgisch voetballer van het jaar
De Georgisch voetballer van het jaar is een voetbalprijs die sinds 1990 wordt uitgereikt aan de beste voetballer van Georgië. De organisatie van de jaarlijkse uitverkiezing is sinds 1993 in handen van het dagblad "Sarbieli" (Georgisch: სარბიელი), die de uitverkiezing overnam van een ander dagblad, "Kartuli Pekhburti" (Georgisch: ქართული ფეხბურთი).

## Winnaars
| Jaar | Georgisch voetballer van het jaar | Georgisch voetballer van het jaar |
| Jaar | Winnaar                           | Club(s)                           |
| ---- | --------------------------------- | --------------------------------- |
| 1990 | Temoeri Ketsbaia                  | Dinamo Tbilisi                    |
| 1992 | Micheil Dzjisjkariani             | Tschoemi Sochoemi                 |
| 1993 | Giorgi Kinkladze                  | Dinamo Tbilisi                    |
| 1994 | Sjota Arveladze                   | Trabzonspor                       |
| 1995 | Akaki Devadze                     | Rostselmash Rostov                |
| 1996 | Giorgi Kinkladze                  | Manchester City                   |
| 1997 | Temoeri Ketsbaia                  | AEK Athene                        |
| 1998 | Sjota Arveladze                   | Ajax                              |
| 1999 | Zaza Dzjanasjia                   | Lokomotiv Moskou                  |
| 2000 | Levan Kobiasjvili                 | SC Freiburg                       |
| 2001 | Kacha Kaladze                     | AC Milan                          |
| 2002 | Kacha Kaladze                     | AC Milan                          |
| 2003 | Kacha Kaladze                     | AC Milan                          |
| 2004 | Aleksander Iasjvili               | SC Freiburg                       |
| 2005 | Levan Kobiasjvili                 | Schalke 04                        |
| 2006 | Kacha Kaladze                     | AC Milan                          |
| 2007 | Sjota Arveladze                   | AZ                                |
| 2008 | Aleksander Iasjvili               | Karlsruher SC                     |
| 2009 | Jano Ananidze                     | Spartak Moskou                    |
| 2010 | Giorgi Merebasjvili               | Vojvodina                         |
| 2011 | Kacha Kaladze                     | Genoa                             |
| 2012 | Goeram Kasjia                     | SBV Vitesse                       |
| 2013 | Goeram Kasjia                     | SBV Vitesse                       |
| 2014 | Saba Kvirkvelia                   | Rubin Kazan                       |
| 2015 | Dzjaba Kankava                    | Stade Reims                       |
| 2016 | Tornike Okriasjvili               | Eskişehirspor                     |
| 2017 | Saba Kvirkvelia                   | Lokomotiv Moskou                  |

Azerbeidzjan · België (HLN · PL) · Bosnië-Herzegovina · Bulgarije · Denemarken · Duitsland · Engeland (PFA · FWA) · Estland · Finland · Frankrijk (FF · UNFP) · Georgië · Gibraltar · Griekenland · Hongarije · Ierland · Israël · Italië · Kazachstan · Kosovo · Kroatië · Letland · Liechtenstein · Litouwen · Luxemburg · Malta · Moldavië · Nederland · Noord-Macedonië · Noorwegen · Oekraïne · Oostenrijk · Polen · Portugal (CNID · PGB) · Roemenië · Rusland ("Futbol" · "Sport-Express") · Schotland (SPFA · SFWA) · Servië · Slowakije · Sovjet-Unie · Spanje (TADS · PDB · LFP) · Tsjechië (ČMFS · KSN) · Wit-Rusland · Zweden · Zwitserland